# 이언 맥도널드 (음악가)
이언 맥도널드(영어: Ian McDonald, 1946년 6월 25일~2022년 2월 9일)는 1969년에 결성된 프로그레시브 록 밴드 킹 크림슨과 1976년에 결성된 하드 록 밴드 포리너의 창단자로 가장 잘 알려진 영국의 멀티플레이어 음악가이다. 그는 록 세션 음악가로 잘 알려져 있으며, 주로 색소폰 연주자로 알려져 있다. 그는 또한 키보드, 플루트, 비브라폰, 기타를 연주한다.